# Światowe Igrzyska Halowe w Lekkoatletyce 1985 – bieg na 60 m przez płotki mężczyzn
Bieg na 60 metrów przez płotki mężczyzn – jedna z konkurencji biegowych rozgrywanych podczas halowych światowych igrzysk lekkoatletycznych w hali Accor Arena w Paryżu. Eliminacje, półfinały i bieg finałowy zostały rozegrane 19 stycznia 1985. Zwyciężył reprezentant Francji Stéphane Caristan.

## Rezultaty

### Eliminacje
Rozegrano 3 biegi eliminacyjnych, do których przystąpiło 18 biegaczy. Awans do półfinałów dawało zajęcie jednego z trzech pierwszych miejsca w swoim biegu (Q). Skład półfinałów uzupełniło trzech zawodników z najlepszym czasem wśród przegranych (q).
Opracowano na podstawie materiału źródłowego.
Bieg 1
| Miejsce | Zawodnik          | Czas | Uwagi |
| ------- | ----------------- | ---- | ----- |
| 1       | Cletus Clark      | 7,86 | Q     |
| 2       | Luigi Bertocchi   | 7,99 | Q     |
| 3       | Marc Muster       | 8,11 | Q     |
| 4       | Petter Hesselberg | 8,12 |       |
| 5       | Li Jieqiang       | 8,14 |       |
| 6       | Saïd Kahia        | 8,38 | NR    |

Bieg 2
| Miejsce | Zawodnik          | Czas | Uwagi |
| ------- | ----------------- | ---- | ----- |
| 1       | Jonathan Ridgeon  | 7,70 | Q     |
| 2       | Stéphane Caristan | 7,73 | Q     |
| 3       | Javier Moracho    | 7,85 | Q     |
| 4       | Jeff Glass        | 7,90 | q     |
| 5       | Robert Ekpete     | 8,12 |       |
| 6       | Karl Smith        | 8,19 |       |

Bieg 3
| Miejsce | Zawodnik           | Czas | Uwagi |
| ------- | ------------------ | ---- | ----- |
| 1       | Wiaczesław Ustinow | 7,82 | Q     |
| 2       | Carlos Sala        | 7,87 | Q     |
| 3       | Modesto Castillo   | 7,89 | Q     |
| 4       | Gianni Tozzi       | 7,91 | q     |
| 5       | Wu Ching-jing      | 8,00 | q,    |
| 6       | Serge Hatil        | 8,09 |       |

### Półfinały
Rozegrano 2 biegi półfinałowe, w których wystartowało 12 biegaczy. Awans do finału dawało zajęcie jednego z trzech pierwszych miejsc w swoim biegu (Q).
Opracowano na podstawie materiału źródłowego.
Bieg 1
| Miejsce | Zawodnik         | Czas | Uwagi |
| ------- | ---------------- | ---- | ----- |
| 1       | Cletus Clark     | 7,74 | Q     |
| 2       | Javier Moracho   | 7,76 | Q     |
| 3       | Jonathan Ridgeon | 7,79 | Q     |
| 4       | Jeff Glass       | 7,85 |       |
| 5       | Gianni Tozzi     | 7,88 |       |
| 6       | Marc Muster      | 8,10 |       |

Bieg 2
| Miejsce | Zawodnik           | Czas | Uwagi |
| ------- | ------------------ | ---- | ----- |
| 1       | Stéphane Caristan  | 7,63 | Q     |
| 2       | Wiaczesław Ustinow | 7,73 | Q     |
| 3       | Modesto Castillo   | 7,83 | Q,    |
| 4       | Carlos Sala        | 7,85 |       |
| 5       | Wu Ching-jing      | 8,01 |       |
| 6       | Luigi Bertocchi    | 8,09 |       |

### Finał
Opracowano na podstawie materiału źródłowego.
| Miejsce | Zawodnik           | Czas |
| ------- | ------------------ | ---- |
| 1       | Stéphane Caristan  | 7,67 |
| 2       | Javier Moracho     | 7,69 |
| 3       | Jonathan Ridgeon   | 7,70 |
| 4       | Cletus Clark       | 7,74 |
| 5       | Wiaczesław Ustinow | 7,75 |
| 6       | Modesto Castillo   | 7,86 |